# Wildcat
Wild Cat, nascut Coacoochee o Cowacoochee (c. 1807/1810–1857), fou un important líder seminola durant les darreres etapes de la Segona Guerra Seminola i nebot de Micanopy.
El lloc i la data exacte de naixement de Wild Cat no està acordat. Molts erudits locals creuen que va néixer en 1807 en una illa al llac Tohopekaliga, al sud d'Orlando. Alguns erudits afirmen que Wild Cat va néixer com a fill de King Philip (o Ee-mat-la) a Yulaka, una vila seminola al llarg del riu St. Johns al nord de Florida al voltant de 1810. Altres suggereixen que va néixer vora l'actual Apopka, Florida. Wild Cat podria haver tingut una germana bessona que va morir al néixer i, en haver nascut bessó, va ser considerat per la tribu com a particularment dotat. Com augmentaren les tensions entre seminoles i els colons locals després de la compra de Florida pels Estats Units en 1821, les tribus seminoles encoratjaren la fugida d'esclaus a la veïna Geòrgia, en reacció als colons usurpadors que començaren a assentar-se en la costa de Florida abans ocupada per Seminoles.
A l'inici de la Segona Guerra Seminola, amb dinou anys, Wild Cat va guanyar prominència com a líder d'una banda de seminoles i seminoles negres fins a la captura del seu pare i el seu empresonament a Fort Marion en 1837. Encara que alguns seminoles negres havien fugit a Florida per escapar de l'esclavitud, la majoria dels seminoles negres eren descendents lliures de seminoles negres que havien viscut a Florida durant més d'un segle.
A l'octubre de 1837 WIld Cat va aparèixer davant les forces estatunidenques amb un tocat cerimonial de pau reclamant ser un emissari de Osceola i, després de les negociacions amb el coronel Thomas S. Jesup, les autoritats estatunidenques van acordar converses de pau. No obstant això, després de l'arribada dels seminoles, Jesup va ordenar la seva detenció. Durant la seva reclusió a Fort Marion, Wild Cat escaparia amb altres dinou seminoles, fent dejuni durant sis dies abans que fossin capaços de lliscar a través dels barrots de la seva cel·la de la presó i deixés caure al fossat a l'exterior de la fortalesa.
Amb l'empresonament d'Osceola, Wild Cat esdevingué el comandant principal de guerra amb Alligator i Arpeika contra el coronel Zachary Taylor i la inconcloent batalla del llac Okeechobee el 25 de desembre de 1837 abans de retirar-se als Everglades. En 1841, només dos anys després de la mort del seu pare durant el seu trasllat a Territori Indi, Wild Cat va acordar reunir-se amb les autoritats estatunidenques per a les negociacions de pau. Després de negociar amb el tinent William T. Sherman a Fort Pierce vora el riu Indian, Wild Cat acceptà ser transportat a Fort Gibson en el Territori Indi d'Oklahoma juntament amb els seus altres dos-cents seguidors. Força deprimit per la seva rendició forçada, es deia que havia declarat: "Jo estava amb l'esperança que seria assassinat a la batalla, però una bala mai m'ha arribat." 
Va viatjar a Washington DC amb Alligator com a part d'una delegació seminola en 1843, però Wild Cat no va obtenir ajuda financera per als seminoles quan la tribu va patir una sèrie d'inundacions i les incursions dels muskogi (capturaven negres lliures i indis per vendre'ls als amos del sud com a esclaus. Això va devastar els seminoles negres i indis. Les condicions seguien empitjorant fins a 1849 quan Wild Cat deixà la reserva amb un centenar de seguidors, formats per seminoles i seminoles negres, incloent alguns esclaus antics, i van fugir a Texas. Acompanyat per prop de mil kickapoos, la banda de Wild Cat finalment van ser capaç d'establir una nova comunitat a Coahuila (Mèxic), on el govern va atorgar a la tribu una àrea de terra en reconeixement pel seu servei contra els assaltants apatxes i comanxes. Va obtenir una comissió de coronel en l'exèrcit mexicà i viuria amb els seminoles fins a la seva mort de verola a Alto, Mèxic en 1857 va ser succeït pel seu fill Gato Chiquito o Young Wild Cat.
El 29 de maig de 2012 va ser registrat una aplicació a l'Oficina de Noms Geogràfics dels Estats Units per nomenar en honor seu la franja d'illes barrera sense nom a la costa oriental de Florida.